# Бжежецькі (герб)
Бжежецькі (Бжезецькі, пол. Brzeżecki, Brzezecki) - шляхетський герб з нобілітації.

## Опис герба
Щит пересічено горизонтально. У першому, синьому полі, три срібні лілії в пояс. У другому, червоному полі, три золотих скіпетра в зірку. Клейнод: золота держава. Намет синій, підбитий червоним.

## Найдавніші згадки
Наданий львівському райці (раднику) Мацею Бжезецькому 6 грудня 1521 р..

## Геральдичний рыд
Бжежецькі (Бжезецькі) (Brzeżecki, Brzezecki).